# Islamiska jihad
Islamiska jihad-rörelsen i Palestina (arabiska: حركة الجهاد الإسلامي في فلسطين, Harakat al-Jihād al-Islāmi fi Filastīn), på svenska även kallad Palestinska islamiska jihad och Islamiska jihad, är en sunnimuslimsk och islamistisk palestinsk rörelse med bas i bland annat i Syrien, Egypten och på Gazaremsan.

## Historia
Palestinska islamiska jihad grundades 1981 av Fathi Abd al-Aziz al-Shikaki, en läkare från Rafah. Organisationen var ursprungligen en palestinsk förgrening av Muslimska brödraskapet, men kom sedan att utvecklas till en fristående rörelse med inspiration från den iranska revolutionen. Iran beskrivs som en av organisationens huvudsakliga finansiärer, men den tros även ha relationer till egyptisk underrättelsetjänst.
Sedan 1980-talet har Islamiska jihad genomfört attacker mot militära och civila israeliska mål, och 1992 grundades Al-Quds-brigaderna, organisationens militära gren. Fram till 2007 genomförde organisationen självmordsbombningar mot civila israeliska mål. Islamiska jihad har beskrivits som en cellbaserad förtruppsorganisation snarare än en bred och folklig rörelse, och motsätter sig politiska relationer med Israel. Organisationen förhåller sig kritisk till Palestinska myndigheten, även om man prioriterar den militära framför den politiska verksamheten.
Palestinska islamiska jihads grundare och förste generalsekreterare Fathi al-Shikaki mördades av agenter från Mossad i Malta 1995. Han efterträddes av Ramadan Shalah. Efter att ha drabbats av en stroke efterträddes Shalah av Ziad al-Nakhalah i september 2018.
Gruppen betecknas som en terroristorganisation av Europeiska unionen, Storbritannien, USA, Kanada, Australien, Israel och Japan.